# Jumellea teretifolia
Jumellea teretifolia är en orkidéart som beskrevs av Rudolf Schlechter. Jumellea teretifolia ingår i släktet Jumellea och familjen orkidéer. Inga underarter finns listade i Catalogue of Life.